# Municipio de Warrington (condado de Bucks)
El municipio de Warrington (en inglés: Warrington Township) es un municipio ubicado en el condado de Bucks en el estado estadounidense de Pensilvania. En el año 2000 tenía una población de 17.580 habitantes y una densidad poblacional de 493 personas por km².

## Geografía
El municipio de Warrington se encuentra ubicado en las coordenadas 40°14′23″N 75°08′30″O / 40.23972, -75.14167.

## Demografía
Según la Oficina del Censo en 2000 los ingresos medios por hogar en la localidad eran de $66,364 y los ingresos medios por familia eran $76,065. Los hombres tenían unos ingresos medios de $49,643 frente a los $34,175 para las mujeres. La renta per cápita para la localidad era de $25,810. Alrededor del 2,6% de la población estaban por debajo del umbral de pobreza.